# Line Mode Browser
Line Mode Browser (también conocido como LMB, WWWLib o simplemente www) es el segundo navegador web creado. El navegador fue el primero que se demostró que era portable a varios sistemas operativos diferentes. Operado desde una simple interfaz de línea de comandos, podía ser ampliamente utilizado en muchos ordenadores y terminales de ordenador a través de Internet. El navegador se desarrolló a partir de 1990, y luego fue apoyado por el World Wide Web Consortium (W3C) como ejemplo y aplicación de prueba para la biblioteca libwww.

## Historia
Uno de los conceptos fundamentales de los proyectos de la "World Wide Web" en el CERN era la "lectura universal". En 1990, Tim Berners-Lee ya había escrito el primer navegador, WorldWideWeb (más tarde rebautizado como Nexus), pero ese programa sólo funcionaba en el software propietario de los ordenadores NeXT, cuyo uso era limitado. Berners-Lee y su equipo no pudieron portar la aplicación WorldWideWeb con sus características -incluido el editor gráfico WYSIWYG- al más extendido sistema X Window, ya que no tenían experiencia en su programación. El equipo reclutó a Nicola Pellow, un estudiante de matemáticas en prácticas que trabajaba en el CERN, para que escribiera un "navegador pasivo" tan básico que pudiera funcionar en la mayoría de los ordenadores de la época. El nombre "Line Mode Browser" hace referencia al hecho de que, para garantizar la compatibilidad con los primeros terminales informáticos, como los teletipos, el programa sólo mostraba texto (sin imágenes) y sólo tenía entrada de texto línea a línea (sin posicionamiento del cursor).
El desarrollo comenzó en noviembre de 1990 y el navegador se demostró en diciembre de ese mismo año. El entorno de desarrollo utilizó recursos del proyecto PRIAM, un acrónimo en francés de "PRojet Interdivisionnaire d'Assistance aux Microprocesseurs", un proyecto para estandarizar el desarrollo de microprocesadores en el CERN.  El corto tiempo de desarrollo produjo software en un dialecto simplificado del lenguaje de programación C. El estándar oficial ANSI C aún no estaba disponible en todas las plataformas. El navegador en modo línea fue lanzado a una audiencia limitada en ordenadores VAX, RS/6000 y Sun-4 en marzo de 1991. Antes de la publicación de la primera versión disponible al público, se integró en la biblioteca de programas del CERN (CERNLIB), utilizada principalmente por la comunidad de física de altas energías. La primera beta del navegador se publicó el 8 de abril de 1991. Berners-Lee anunció la disponibilidad del navegador en agosto de 1991 en el grupo de noticias alt.hypertext de Usenet. Los usuarios podían utilizar el navegador desde cualquier lugar de Internet a través del protocolo telnet a la máquina info.cern.ch (que también fue el primer servidor web). La difusión de la World Wide Web en 1991 aumentó el interés por el proyecto en el CERN y otros laboratorios como el DESY en Alemania, y en otros lugares del mundo.
La primera versión estable, la 1.1, se publicó el 15 de enero de 1992. Desde la versión 1.2l, lanzada en octubre de 1992, el navegador utiliza la biblioteca de código común (más tarde llamada libwww). El desarrollador principal, Pellow, comenzó a trabajar en el proyecto MacWWW, y ambos navegadores empezaron a compartir parte del código fuente. En el World Wide Web Newsletter de mayo de 1993, Berners-Lee anunció que el navegador pasaba a ser de dominio público para reducir el trabajo de los nuevos clientes. El 21 de marzo de 1995, con el lanzamiento de la versión 3.0, el CERN puso toda la responsabilidad del mantenimiento del Line Mode Browser en el W3C. El Line Mode Browser y la biblioteca libwww están estrechamente ligados -la última versión independiente de un componente del navegador fue en 1995, y el navegador pasó a formar parte de libwww.
El navegador de correo electrónico Agora World Wide Web estaba basado en el Line Mode Browser. El Line Mode Browser fue muy popular en los inicios de la web, ya que era el único navegador disponible para todos los sistemas operativos. Las estadísticas de enero de 1994 muestran que Mosaic había cambiado rápidamente el panorama de los navegadores web y que sólo el 2% de todos los usuarios de la World Wide Web navegaban con Line Mode Browser. El nuevo nicho de navegador web de sólo texto fue ocupado por Lynx, que hizo que el Line Mode Browser fuera en gran medida irrelevante como navegador. Una de las razones fue que Lynx es mucho más flexible que el Line Mode Browser. Se convirtió entonces en una aplicación de prueba para la libwww.